# 글렌캐런

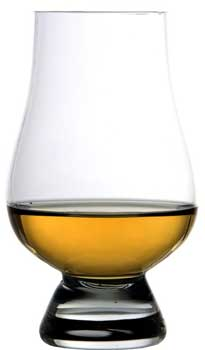

글렌캐런 위스키 글라스(Glencairn whisky glass)는 위스키잔 종류 중 하나이다. 글렌캐런 위스키 글라스는 스코틀랜드의 글렌캐런 크리스털 리미티드(Glencairn Crystal Ltd)에서 위스키를 마시기 위해 개발한 유리 스타일이다. 원래 회사의 전무이사인 레이먼드 데이빗슨(Raymond Davidson)이 디자인한 잔의 모양은 스코틀랜드 전역의 위스키 연구소에서 사용되는 전통적인 코피타에서 파생되었다. 유리 디자인은 스코틀랜드에서 가장 큰 5개 위스키 회사의 마스터 블렌더의 도움으로 완성되었다. 이 유리는 2001년에 처음 생산되었다. 그 이후로 추가 미니 글렌캐런과 캐나다 글렌캐런이 도입되었다.
원래 글렌캐런 글라스는 높이가 약 115mm(4+1⁄2인치)이며 24% 납 크리스탈, 무연 크리스탈 및 소다 석회 유리의 세 가지 변형으로 제공되었다. 유통되는 대부분의 유리는 무연 크리스털 종류이다. 소다 라임 종류는 2008년에 중단되었다. 미니 글렌캐런은 일반 글렌캐런과 모양은 같지만 크기가 더 작고 양조장에서 샘플을 제공하는 데 사용된다. 캐내디언 글렌캐런스(Canadian Glencairns)는 3개 중 가장 크고 일반적으로 온더록(얼음과 함께)으로 제공되는 캐나다 위스키를 위해 만들어졌다.
일반적인 글렌캐런 위스키 잔의 용량은 약 175ml(6 US fl oz)이며 약 50ml(1.7 US fl oz)의 액체를 담을 수 있다.
2006년에 이 유리는 혁신 부문에서 퀸스 어워드(Queen's Award)를 수상했다.
글렌캐런 글라스는 시중에서 위스키를 마시기 위해 특별히 설계된 유일한 글라스가 아니다. (예를 들어, 리델/Riedel과 놀런 글라스/Norlan Glass도 이러한 유리 제품을 제조한다.) 다양한 스타일의 유리가 있지만 글렌캐런은 스코틀랜드 위스키 협회(Scotch Whisky Association)에서 승인한 최초의 스타일이며 스코틀랜드의 모든 위스키 회사에서 사용하고 있다.
구식 텀블러, 스니프터 및 코피타는 위스키를 마시는 데 일반적으로 사용되는 다른 유형의 글라스이다. 전통적인 스타일의 위스키 유리는 컷 유리 크리스탈(미국에서는 "구식 유리", "록스 유리" 또는 "로우볼 유리"라고도 함)이며, 가장 일반적으로 사용되는 유형의 위스키 유리로 남아 있는 상징적인 디자인이다. 그러나 텀블러는 유리 상단을 향해 안쪽으로 구부러지는 다른 스타일만큼 술을 마시는 사람의 경험을 위해 아로마를 유지하고 집중하지는 않는다. 술을 마시는 모든 이가 이러한 유리잔에서 생성되는 강한 향을 바람직하다고 생각하는 것은 아니지만 위스키 경험에 특히 향이 중요하다고 생각하는 감정가는 안쪽으로 휘어진 유리잔을 선호하는 경우가 많다.